# Шумахер, Отто
Отто Шумахер — разведчик, член разведывательной сети Красная капелла, оперативный псевдоним Роже.

## Биография
Родился 12 ноября 1909 года в Шпейере (на Рейне). Принимал участие в гражданской войне в Испании на стороне правительственных войск. Позднее отправился в Бельгию, где стал сотрудником Международного бюро. Свободно говорил на немецком, французском и испанском. По данным нескольких источников, был механиком, жившим в Вормсе.
В 1942 году состоял в бельгийской группе Ефремова, вероятно, работал на Гуревича. У Шумахера дома в Лакхене жил Венцель, которого арестовали 30 июня 1942 года. Шумахер скрылся во Франции и обратился к Хилелю Кацу, который мог быть причастен к вербовке Шумахера. Тот направил Шумахера в Лион, где он стал работать в группе Исидора Шпрингера. Будучи радиотехником, Шумахер умел конструировать и ремонтировать радиоаппаратуру.
После ареста Треппера, выдавшего лионскую группу, Шумахер вместе со своей любовницей Еленой Эмбер бежал в Париж. В начале 1943 года они оба были арестованы. После этого Шумахер был казнен.